# Узинское (сельское поселение)
Узинское — упразднённое муниципальное образование со статусом сельского поселения в Селтинском районе Удмуртии Российской Федерации.
Административный центр — село Узи.

## История
Статус и границы сельского поселения установлены Законом Удмуртской Республики от 28 января 2005 года № 1-РЗ «Об установлении границ муниципальных образований и наделении соответствующим статусом муниципальных образований на территории Селтинского района Удмуртской Республики».
Законом Удмуртской Республики от 05.04.2021 № 23-РЗ к 18 апреля 2021 года было упразднено в связи с преобразованием Селтинского района в муниципальный округ.

## Население
| 2010 | 2012 | 2013 | 2014 | 2015 | 2016 | 2017 |
| ---- | ---- | ---- | ---- | ---- | ---- | ---- |
| 539  | ↗548 | ↘543 | ↘524 | ↘503 | ↗507 | ↘483 |
| 2018 | 2019 | 2020 |      |      |      |      |
| ↘465 | ↘461 | ↘452 |      |      |      |      |

## Состав сельского поселения
| № | Населённый пункт | Тип населённого пункта       | Население |
| - | ---------------- | ---------------------------- | --------- |
| 1 | Антошкино        | деревня                      | ↗22       |
| 2 | Бабашур          | деревня                      | ↘18       |
| 3 | Зенкей           | деревня                      | ↗20       |
| 4 | Лыстем           | деревня                      | ↘30       |
| 5 | Узи              | село, административный центр | ↗458      |